# Javonte Green
Javonte Green (Petersburg, Virginia, 23 de julio de 1993) es un jugador de baloncesto estadounidense-montenegrino que pertenece a la plantilla de los Detroit Pistons de la NBA. Con 1,96 metros de altura puede jugar tanto en la posición de escolta como en la de alero.

## Trayectoria deportiva

### High School
Se formó en el Brunswich High School en Brunswich, Virginia. Lideró a Brunswich en la consecución del Campeonato Estatal de 2011 con un récord de 29-1. Fue nombrado Jugador del Año del Estado de Virginia de la División III Grupo AA y Jugador Regional del Año de la División III. En su último año promedió 15,6 puntos, 5,8 rebotes, 2,3 asistencias, 3,1 robos y 1,4 tapones.

### Universidad
Tras su periplo de high school, en 2011 se unió a los Radford Highlanders, cuya universidad está situada en Radford, Virginia, y donde se graduó en 2015. 
En su año freshman (2012) fue elegido en el mejor quinteto de freshman´s de la Big South Conference, como sophomore (2013) fue elegido en el segundo mejor quinteto de la Big South Conference, como júnior (2014) fue elegido en el mejor quinteto de la Big South Conference y como sénior (2015) fue elegido por segunda vez en el mejor quinteto de la Big South Conference, en el segundo mejor quinteto del distrito por la Asociación Nacional de Entrenadores de Baloncesto y nombrado jugador defensivo del año de la Big South Conference. Siendo júnior estableció sus récords personales en puntos y rebotes, anotando 33 puntos contra los Charleston Southern Buccaneers y cogiendo 19 rebotes contra los Longwood Lancers.
Disputó un total de 133 partidos (122 como titular) en los cuatro años que jugó con los Highlanders, promediando 14,3 puntos, 8 rebotes, 1 asistencia y 1,8 robos de balón en 25,4 min de media.
Acabó su carrera universitaria en Radford siendo el segundo máximo anotador de la historia de la universidad (1,911 puntos), el máximo reboteador (1,064 rebotes), el primero en robos (243), el segundo en tiros libres (485) y tiros de dos anotados (701) y el primero en partidos jugados (133). 
Finalizó su periplo en la Big South Conference como el segundo en partidos jugados, el sexto en tiros de dos y en tiros libres, el primero en rebotes defensivos (704) y rebotes ofensivos (360), el segundo en rebotes totales, el quinto en robos y el décimo en puntos. Es uno de los dos jugadores de la historia de la conferencia en conseguir al menos 1,500 puntos y 1,000 rebotes (1,911 y 1,064).

#### Estadísticas
| Año     | Equipo  | PJ  | PT  | MPP  | %TC  | %3P  | %TL  | RPP | APP | ROB | TPP | PPP  |
| ------- | ------- | --- | --- | ---- | ---- | ---- | ---- | --- | --- | --- | --- | ---- |
| 2011–12 | Radford | 32  | 22  | 22.0 | .467 | .194 | .618 | 6.7 | .6  | 1.4 | .5  | 10.2 |
| 2012–13 | Radford | 32  | 32  | 27.7 | .504 | .192 | .592 | 8.1 | 1.3 | 2.1 | .7  | 14.6 |
| 2013–14 | Radford | 35  | 34  | 25.6 | .548 | .343 | .686 | 8.1 | 1.1 | 1.9 | .6  | 16.9 |
| 2014–15 | Radford | 34  | 34  | 26.2 | .544 | .111 | .697 | 9.0 | 1.3 | 1.9 | .9  | 15.4 |
| Total   | Total   | 133 | 122 | 25.4 | .519 | .238 | .656 | 8.0 | 1.1 | 1.8 | .7  | 14.4 |

### Profesional

#### Europa
Tras no ser elegido en el Draft de la NBA de 2015, el 9 de septiembre de 2015, firmó por una temporada con el Marín Ence PeixeGalego de la LEB Plata, la tercera división española, siendo ésta su primera experiencia como profesional.
Al año siguiente fichó por el Pallacanestro Trieste 2004 de la Serie A2 italiana, donde en su rimera temporada promedió 15,0 puntos y 5,6 rebotes por partido.
En julio de 2018 fichó por el Ratiopharm Ulm de la Basketball Bundesliga.

#### NBA
Tras disputar la Summer League con los Boston Celtics de la NBA, el 18 de julio de 2019, Javonte firma un contrato de dos años con los Celtics.
El 25 de marzo de 2021, es traspasado a Chicago Bulls, en un intercambio entre tres equipos.
El 6 de agosto de 2021, acuerda una extensión de contrato con los Bulls por 2 años.
Tras quedar como agente libre, el 16 de octubre de 2023 firma con Golden State Warriors, pero es cortado tres días después. El 30 de octubre se incorporó a su filial en la G League, los Santa Cruz Warriors.
El 23 de marzo de 2024 firmó un contrato de 10 días con los Chicago Bulls, renovando hasta final de temporada el 4 de abril. Al día siguiente, el 5 de abril, consigue su mejor marca con 25 puntos y 13 rebotes ante New York Knicks.
El 22 de agosto de 2024 firma contrato con New Orleans Pelicans.
El 19 de febrero de 2025 acuerda un rescisión de contrato con los Pelicans, para firmar con Cleveland Cavaliers hasta final de temporada.
El 11 de agosto de 2025 firma como agente libre con Detroit Pistons por una temporada.

## Estadísticas de su carrera en la NBA

### Temporada regular
| Año     | Equipo      | PJ  | PT | MPP  | %TC  | %3P  | %TL   | RPP | APP | ROB | TPP | PPP |
| ------- | ----------- | --- | -- | ---- | ---- | ---- | ----- | --- | --- | --- | --- | --- |
| 2019-20 | Boston      | 48  | 2  | 9.8  | .500 | .273 | .667  | 1.9 | .5  | .5  | .2  | 3.4 |
| 2020-21 | Boston      | 25  | 2  | 13.8 | .549 | .318 | .667  | 2.1 | .4  | .7  | .1  | 4.2 |
| 2020-21 | Chicago     | 16  | 0  | 8.0  | .452 | .375 | 1.000 | 1.2 | .4  | .6  | .3  | 2.6 |
| 2021-22 | Chicago     | 65  | 45 | 23.4 | .542 | .356 | .833  | 4.2 | .9  | 1.0 | .5  | 7.2 |
| 2022-23 | Chicago     | 32  | 1  | 15.0 | .565 | .371 | .667  | 2.8 | .7  | .8  | .7  | 5.2 |
| 2023-24 | Chicago     | 3   | 0  | 17.0 | .545 | .600 | —     | 3.7 | .7  | .7  | .7  | 5.0 |
| 2024-25 | New Orleans | 50  | 18 | 21.8 | .446 | .352 | .758  | 3.6 | .9  | 1.1 | .6  | 5.8 |
| 2024-25 | Cleveland   | 18  | 1  | 9.2  | .365 | .242 | .500  | 2.2 | .6  | .6  | .1  | 3.3 |
| Total   | Total       | 264 | 74 | 16.8 | .509 | .338 | .747  | 3.1 | .7  | .8  | .4  | 5.3 |

### Playoffs
| Año   | Equipo    | PJ | PT | MPP  | %TC  | %3P  | %TL   | RPP | APP | ROB | TPP | PPP |
| ----- | --------- | -- | -- | ---- | ---- | ---- | ----- | --- | --- | --- | --- | --- |
| 2020  | Boston    | 1  | 0  | 6.0  | .500 | .500 | —     | 1.0 | .0  | .0  | .0  | 3.0 |
| 2022  | Chicago   | 5  | 1  | 14.4 | .176 | .000 | .500  | 3.0 | .4  | 1.8 | .0  | 1.4 |
| 2025  | Cleveland | 6  | 0  | 6.5  | .400 | .200 | 1.000 | 1.5 | .3  | .7  | .0  | 2.5 |
| Total | Total     | 12 | 1  | 9.8  | .276 | .154 | .875  | 2.1 | .3  | 1.1 | .0  | 2.1 |